# F.E.A.R.
F.E.A.R. - First Encounter Assault Recon è un videogioco sparatutto in prima persona con una trama a sfondo horror realizzato da Monolith Productions e distribuito da Vivendi nel 2005. La storia del gioco segue gli eventi collegati ad una crisi paranormale che la squadra speciale F.E.A.R. dell'esercito americano viene chiamata a contenere; il giocatore prende il controllo del nuovo apripista della squadra, un uomo dal passato oscuro e dotato di tempi di reazione estremamente ridotti, conducendo il personaggio attraverso innumerevoli scontri a fuoco ed assistendo a manifestazioni paranormali evocate da una misteriosa bambina vestita in rosso. Sono state prodotte due espansioni, F.E.A.R. Extraction Point e F.E.A.R. Perseus Mandate.
È stato annunciato un seguito, inizialmente intitolato Project Origin; a seguito dell'acquisto di Monolith, da parte di Warner Brothers Interactive Entertainment, i diritti sui luoghi e sui personaggi sono rimasti nelle mani della software house mentre il brand F.E.A.R. era rimasto in possesso di Vivendi. In seguito però il marchio è stato acquistato da Monolith, che così ha potuto intitolare il gioco F.E.A.R. 2: Project Origin.

## Trama

Una scena del gameplay

La trama di F.E.A.R. si snoda in 11 capitoli chiamati intervalli.

### Intervallo 1: Inizio
All'interno di una struttura della Armacham Technology Corporation (ATC), un'industria fornitrice di materiale bellico per il Ministero della Difesa statunitense, è in atto una vera e propria crisi; a quanto pare alcuni soldati, guidati dal loro capo Paxton Fettel, hanno perso il controllo e si sono scagliati contro la sicurezza. Questi soldati non sono tuttavia uomini comuni, bensì i membri di un battaglione di cloni militari (detti replicanti) altamente addestrati, controllati per via telepatica da Fettel stesso.
Gli agenti della squadra speciale segreta F.E.A.R. sono chiamati ad intervenire per risolvere la crisi e il comandante Rowdy Betters convoca i suoi uomini per un briefing: il nuovo "apripista" (personaggio protagonista controllato dal giocatore) è un recente acquisto della squadra ed un uomo silenzioso, ma dotato di tempi di reazione e di riflessi fuori dalla norma; Spen Jankowski è un veterano di F.E.A.R., calvo, robusto e con il vizio di non tenere mai chiusa la bocca; completa la squadra Jin Sun-Kwon, una donna di origini coreane con il doppio ruolo di medico del team ed esperta di analisi forensi. Gli obiettivi delineati per F.E.A.R. sono di portare in salvo eventuali ostaggi e di eliminare Fettel, così da arrestare i suoi soldati.
Seguendo i movimenti di Fettel via satellite, grazie ad un chip impiantato nel cranio dell'uomo, gli agenti F.E.A.R. lo individuano in una filiale della Armacham. Il team fa irruzione e subito qualcosa non va: l'apripista è tormentato da continue inspiegabili allucinazioni che lo conducono alla scoperta di un cadavere. Si tratta di uno dei ricercatori della società: Charles Habegger. Prima di spezzargli il collo sembra che Fettel gli abbia sbranato parte del volto. Il segnale di Fettel è vicino e l'apripista viene mandato a controllare, ma viene sorpreso dal misterioso telepate e tramortito. Fettel parla con lui di cose apparentemente confuse e, prima di sparire, dice al protagonista di conoscere la sua vera natura e di aver assistito alla sua nascita. Subito dopo essersi ripreso il protagonista viene raggiunto da una comunicazione del comandante Betters che gli ordina di raggiungere il resto della squadra con un gruppo di Delta Force a bordo di un elicottero che li porterà ad un deposito portuale nel quale si nasconde un nucleo di replicanti.

### Intervallo 2: Iniziazione
Raggiunta la località l'Apripista è costretto a dividersi dal gruppo di Delta Force per riattivare l'impianto elettrico del deposito. Tornato al rapporto li trova inspiegabilmente morti: ridotti a scheletri anneriti, come se qualcosa di potentissimo li avesse corrosi. Facendosi strada attraverso i replicanti con Jankowski, l'Apripista raggiunge un magazzino. Lì qualcosa di terribile accade: un'allucinazione, una bambina dai capelli corvini ed il volto pallido, vestita di rosso, avanza verso l'uomo circondata dalle fiamme. L'orrore sembra più reale di quanto si possa immaginare, perché il magazzino esplode in un muro di fuoco. Al risveglio Jankowski sembra sparito, ma il segnale di Fettel è comparso nell'area del deposito.

### Intervallo 3: Progresso
Ancora una volta l'inseguimento dell'uomo è cosparso di allucinazioni sanguinose fino al raggiungimento di uno scantinato e di un uomo lasciato mezzo morto da Fettel: Bill Moody, un altro ricercatore Armacham. Prima di morire l'uomo dice al protagonista qualcosa su ciò che Fettel sta cercando e che non deve assolutamente trovare (farà il nome di Alma). Il segnale del telepate si allontana. Presi i suoi replicanti, si sta dirigendo verso la sede centrale dell'Armacham. Jankowski è ancora disperso.

### Intervallo 4: Infiltrazione
Raggiunto l'edificio appare subito evidente come sia troppo tardi. L'ingresso è devastato e gli uffici seminati di cadaveri. Nel reparto di ricerca informatica l'apripista incontra Norton Mapes, impiegato di quel settore. L'uomo promette all'agente F.E.A.R. di aiutarlo se solo lui in cambio riuscisse a disattivare il sistema di sicurezza centrale. L'apripista ci riesce, ma Mapes si rimangia la parola data e, al contrario, attiva i sistemi di difesa interna (torrette e sensori laser) per ostacolare in tutti i modi l'agente F.E.A.R.. Ora il percorso è ancora più difficile ed i replicanti mettono in campo tutte le loro forze, compresi potentissimi Mech armati. Nel suo viaggio all'interno del complesso il protagonista si imbatte in molti documenti riguardanti misteriosi esperimenti dell'ATC, nonché probabili cause dell'attuale situazione. Le informazioni riguardano il misterioso Progetto Origin, concepito dal noto scienziato Harlan Wade, atto alla creazione dell'esercito di replicanti, ma soprattutto dei suoi comandanti. I telepati venivano generati, probabilmente per clonazione, da un soggetto di partenza con un potenziale telepatico incredibilmente alto. Fettel è solo il secondo dei prototipi, il primo fu un fallimento. Anche il progetto fallì per cause misteriose (si parla di un fenomeno di "sincronizzazione") e riaperto solo in seguito col nome di Perseus. Una lotta intestina era nata fra i membri del progetto ed in particolare tra il suo direttore scientifico, Harlan Wade, e la presidentessa della ATC, Genevieve Aristide, accusata da Harlan di imprudenza nella sua decisione di riaprire quella che viene chiamata "camera di contenimento", cosa che, a detta di Wade, causerà perdite incredibili. Nel luogo non si trovano maggiori informazioni.

### Intervalli 5 e 6: Estrazione e Intercettazione
Tra il personale sopravvissuto il gruppo trova un uomo, Aldus Bishop, legato ad una sedia e collegato ad una bomba dai replicanti di Fettel come precauzione in attesa del cruento interrogatorio del loro capo. A quanto pare Bishop è uno dei ricercatori più impegnati all'interno del progetto Origin, nonché uno dei pochi a conoscenza dell'ubicazione dell'ufficio segreto di Harlan Wade in quanto collega di sua figlia Alice. Gli artificieri F.E.A.R. lo liberano, ma gli agenti della sicurezza della stessa Armacham lo uccidono. A quanto pare gli è stato ordinato di metterlo a tacere.

### Intervallo 7: Redirezione
L'unica persona che ora può interessare Fettel è proprio Alice, pertanto l'Apripista è chiamato a trovarla e metterla in salvo. Ma il compito non si rivela semplice perché la ragazza, spaventata e testarda, temendo per la vita del padre e non fidandosi degli agenti F.E.A.R., scappa verso una zona residenziale abbandonata dove sembra possa trovarsi Harlan e la misteriosa camera di contenimento che Fettel sta cercando.

### Intervallo 8: Desolazione
Il protagonista si avvia in volo verso la zona indicata, ma il suo elicottero viene misteriosamente abbattuto. Quando si risveglia è in un quartiere accerchiato dai replicanti. Nel suo cammino, il protagonista ha la visione di Fettel che cattura ed uccide Alice. Il tempo stringe. Nel frattempo le forze armate dell'ATC irrompono nella zona e si scagliano contro i replicanti con scarso successo. La situazione si fa pericolosa. Un'allucinazione violentissima: sangue, la bambina dai capelli corvini, un corridoio, una sala parto, urla strazianti. Appena si è ripreso, l'Apripista viene raggiunto da una comunicazione del comandante Betters: l'entrata alla stazione segreta dell'ATC è all'interno di una fabbrica abbandonata.

### Intervallo 9: Incursione
La stazione Armacham è ben protetta da torrette automatiche e trappole ambientali. Alcuni documenti portano alla luce gli ultimi misteri sul Progetto Origin. Il telepate dal quale venivano creati i prototipi era una ragazza, Alma Wade, figlia di Harlan, dotata di incredibili poteri. Il suo potenziale divenne estremamente pericoloso e, per sicurezza, venne messa in uno stato di stasi forzata in una cella di contenimento all'età di soli 8 anni. I prototipi, tuttavia, non vennero creati per clonazione, ma per parto. Alma era stata messa incinta artificialmente e poi rimossa dalla stasi per il parto. Inutile dire che questo alimentò nel suo animo un odio viscerale verso i suoi aguzzini e l'umanità intera. Il fenomeno di sincronizzazione fu un effetto collaterale generatosi nella mente di Fettel: a quanto pare Alma, anche se in criogenesi, esercitava una fortissima influenza telepatica sul figlio (cosa che fa tuttora) e lo indusse più volte a scagliarsi contro i ricercatori ATC. Il progetto venne chiuso e Alma lasciata nel suo stato di non vita. Genevieve Aristide tentò di riaprire la camera di contenimento, causando la morte dello staff addetto ed ora vuole unicamente sbarazzarsi di ogni prova dell'esistenza di Origin e di Alma stessa. Unico ad opporsi è Harlan che, mosso dal senso di colpa, si oppone, custodendo ormai da giorni la camera di contenimento. In tutto questo Fettel ed i suoi replicanti stanno agendo per liberare Alma, sotto l'influenza della stessa. Parte dei soldati Armacham, guidati da Norton Mapes (e quindi al servizio di Genevieve) stanno facendo piazza pulita di ogni prova, ma Harlan interviene sparando a Norton. L'apripista raggiunge l'uomo agonizzante e dopo essersi aperto l'accesso alla camera di contenimento quest'ultimo gli dice di far saltare il generatore e porre così fine a tutto. Intanto un'allucinazione rivela che Fettel è già entrato nella camera di contenimento guidato da Alice, ormai sotto il suo controllo.

### Intervallo 10: Rivelazione
L'apripista trova Fettel vicino al cadavere martoriato di Alice Wade e l'uomo lo trascina in una tremenda allucinazione nella quale gli fa una terribile rivelazione. Il motivo delle allucinazioni del protagonista e delle sue visioni su Alma è che anche lui è "sincronizzato" con la telepate perché ne è anche lui figlio. Lui è il primo prototipo, nato con un potenziale telepatico troppo basso per essere utilizzato, ma comunque esistente. Il protagonista si ribella agli incubi che Fettel gli genera intorno e, finalmente, lo uccide. A causa della morte di Fettel i replicanti restano inerti come manichini. Harlan, in preda al rimorso ed alla follia, apre la camera di contenimento. Alma compare al suo fianco, non più come bambina, ma per come è ora, e, in un impeto d'odio, lo fa letteralmente esplodere. Alma è furiosa. Ovunque compaiono creature orribili e memorie disturbanti, materializzate dalla sua mente e frutto della sua sofferenza. L'Apripista decide di farla finita e sabota i reattori.

### Intervallo 11: Rappresaglia
I reattori sono in collasso. L'esplosione è imminente. L'Apripista rivive l'angosciosa scena della sua nascita e vede la disperazione di sua madre mentre lo portano lontano da lei. Riesce ad uscire da Origin, ma è troppo tardi. I reattori esplodono irraggiando tutto e cancellando Auburn dalla faccia della Terra.
Miracolosamente l'Apripista viene ritrovato vivo dagli altri agenti F.E.A.R. che lo portano in salvo sul loro elicottero. Mentre si allontaneranno dalla cittadina, ormai un cratere, l'immagine di Alma comparirà nella cabina.

## Modalità di gioco
Fra le altre caratteristiche principali, il gioco si distingue per l'utilizzo dell'effetto SlowMo (contrazione di slow motion, movimento al rallentatore, simile al bullet time della serie Max Payne, ma in prima persona), l'effetto viene giustificato dai poteri psichici latenti del protagonista (che gli conferiscono riflessi cinque volte più rapidi della norma). Lo SlowMo risulta particolarmente curato grazie all'uso di effetti visuali quali le scie dei proiettili ed un'estesa interazione con il sistema di particelle del motore grafico, sia per l'introduzione della SlowMo stessa come elemento chiave del gameplay. Altro aspetto degno di nota è l'attenzione posta al combattimento corpo a corpo, attraverso l'uso delle tecniche di arti marziali; oltre all'ormai classico uso delle armi come oggetti contundenti (visto ad esempio in Halo), il giocatore può infatti, oltre ai pugni, usare combinazioni di tasti predefiniti per sferrare agli avversari calci volanti o in scivolata.

### Intelligenza artificiale
Notevole e molto sofisticata è l'intelligenza artificiale: gli avversari controllati dal computer sono capaci di tendere imboscate, chiamare rinforzi ed in generale comunicare e coordinarsi fra loro; non è insolito inoltre osservare unità nemiche crearsi dei ripari di fortuna, fingersi morti per poi attaccare di sorpresa il protagonista, tentare accerchiamenti e mettere in atto altre misure tattiche non banali. Questo ha permesso a F.E.A.R. di vincere il premio "2005 Best AI Award," di GameSpot, e di arrivare secondo nella classifica del sito AiGameDev.com.

### Sonoro
A completamento di questi aspetti si aggiungono infine il sonoro, completamente tridimensionale ed in grado di contribuire in maniera sostanziale a creare il pathos del gioco, e la trama, apprezzata per essere molto curata e avvincente, soprattutto per effetto della prospettiva di immersione del giocatore: F.E.A.R., come Half-Life, non fa uso di scene di interludio fra i vari eventi del gioco, lasciando vivere al giocatore lo sviluppo della trama attraverso gli occhi del protagonista.

### Ambientazione horror
La trama di F.E.A.R. è caratterizzata da un marcato elemento horror, fortemente influenzato dalla recente produzione cinematografica giapponese. Infatti, un elemento chiave della storia di F.E.A.R. è rappresentato da una misteriosa ed inquietante bambina di nome Alma, che farà più volte la sua comparsa nel corso del gioco. In particolare i film a cui maggiormente Monolith sembra essersi ispirata sono Akira e Ring (Ringu); proprio da quest'ultimo sembra essere influenzato il design stesso di Alma, a livello della sua caratteristica e minacciosa camminata e dell'aspetto esteriore, caratterizzato dai lunghi capelli scuri che coprono sempre il suo pallido viso. Riferimenti ad Akira sembrano più evidenti nei capitoli finali di F.E.A.R., soprattutto per lo stile della struttura dove Alma viene mantenuta in ibernazione.

### Multiplayer
È presente anche il multiplayer (gratuito) di nome F.E.A.R. Combat. È richiesta la registrazione al sito per acquisire una cd-key (necessaria per giocare). L'ultimo aggiornamento ufficiale disponibile per il multiplayer è il 1.08.
Nella prima metà del 2013 il supporto ufficiale alla modalità multiplayer è cessato a causa dell'interruzione del servizio GameSpy, su cui si appoggiava il gioco. È tuttavia nuovamente possibile giocare in multiplayer a F.E.A.R. 
Combat tramite una patch amatoriale realizzata da un gruppo di giocatori
 della community fear-community.org.

## Tecnologia
Il gioco utilizza una delle versioni più avanzate della famiglia di motori grafici Lithtech, denominata Jupiter Extended (EX): grazie all'utilizzo di questa tecnologia la grafica di F.E.A.R. include il supporto per luci dinamiche, effetti volumetrici, texture di elevata risoluzione, ampio uso di mapping dei tipi bump, normal e parallax, effetti di sfocatura e altre caratteristiche. Inoltre F.E.A.R. fa uso del motore fisico Havok, sfruttato ormai dalla maggior parte dei videogiochi moderni dotati di accurata simulazione della fisica, accoppiandolo alla tecnologia Ragdoll.